# 송한기
송한기(宋韓基, 1988년 8월 7일 ~ )는 대한민국의 축구 선수이며 포지션은 수비수이다.

## 축구인 경력

### 선수 경력
2011년 우석대학교를 졸업하고 쇼난 벨마레에 입단하였다. 하지만 첫 시즌 리그 1경기 출전에 그쳤고, 2011년엔 내셔널리그의 용인시청과 고양 KB국민은행에서 각각 임대 신분으로 몸담았다.
2013년 K리그 드래프트에 신청하여 성남 일화의 지명을 받았으나 곧바로 내셔널리그의 경주 한수원으로 이적하였다.
2014년 J리그 디비전 2의 카마타마레 사누키로 이적하여 1시즌 간 리그 13경기에 출전하였다.
2015년 고양 Hi FC로 이적하였다. 개막전인 충주와의 경기에 선발 출전하여 경기 MVP에 선정되었다.